# Dzjulbars
Dzjulbars (russisk: Джульбарс) er en sovjetisk spillefilm fra 1935 af Vladimir Sjnejderov.

## Medvirkende
- Nikolaj Tjerkasov-Sergejev som Sho-Murad
- Natalja Gitserot som Peri
- Nikolaj Makarenko som Tkatjenko
- Ivan Bobrov som Abdullo
- Andrej Fajt som Kerim